# Liga MX 2016-2017
La Liga MX 2016-2017, che per ragioni di sponsor prende il nome ufficiale di Liga BBVA Bancomer MX comprende la 97ª e la 98ª edizione del campionato di Primera División del calcio messicano. Come da tradizione del campionato messicano (sulla linea di molti altri tornei sudamericani), la stagione calcistica è divisa in due campionati separati (Apertura 2016 e Clausura 2017), ognuno dei quali laurea una squadra campione.

## Formato
Le 18 squadre facenti parte della Liga MX disputano due campionati separati, Apertura e Clausura. Ogni torneo viene disputato sulla lunghezza di 17 giornate, al termine delle quali le prime 8 squadre in classifica disputano i play-off (Liguilla) per determinare la vincente del campionato.
Alla fine del torneo Clausura 2018 si determina una sola retrocessione in Segunda División sulla base della cosiddetta Tabla de Cocientes: retrocede la squadra che negli ultimi sei tornei in Primera División ha realizzato la peggior media punti.

## Squadre partecipanti
Al campionato partecipano 18 squadre, di cui una proveniente dalla Segunda División, il Necaxa, 
| Squadra          | Città                    | Stadio                         | Posti  | Allenatore          |
| ---------------- | ------------------------ | ------------------------------ | ------ | ------------------- |
| América          | Città del Messico        | Stadio Azteca                  | 87.000 | Miguel Herrera      |
| Atlas            | Guadalajara              | Stadio Jalisco                 | 56.713 | José Guadalupe Cruz |
| Chiapas          | Tuxtla Gutiérrez         | Estadio Víctor Manuel Reyna    | 29.001 | Diego de la Torre   |
| Club Tijuana     | Tijuana                  | Estadio Caliente               | 27.333 | Diego Cocca         |
| Cruz Azul        | Città del Messico        | Estadio Azul                   | 36.681 | Pedro Caixinha      |
| Guadalajara      | Guadalajara              | Stadio Omnilife                | 49.850 | Matías Almeyda      |
| León             | León                     | Estadio Nou Camp               | 30.344 | Gustavo Díaz        |
| Monterrey        | Monterrey                | Estadio BBVA Bancomer          | 53.500 | Antonio Mohamed     |
| Monarcas Morelia | Morelia                  | Estadio Morelos                | 38.869 | Roberto Hernández   |
| Necaxa           | Aguascalientes           | Estadio Victoria               | 25.994 | Ignacio Ambriz      |
| Pachuca          | Pachuca                  | Estadio Hidalgo                | 30.000 | Diego Alonso        |
| Puebla           | Puebla de Zaragoza       | Estadio Cuauhtémoc             | 51.726 | Enrique Meza        |
| Pumas UNAM       | Città del Messico        | Estadio Olímpico Universitario | 68.954 | David Patiño        |
| Querétaro        | Santiago de Querétaro    | Estadio Corregidora            | 35.575 | Luis Fernando Tena  |
| Santos Laguna    | Torreón                  | Estadio Corona                 | 30.000 | Robert Siboldi      |
| Tigres UANL      | San Nicolás de los Garza | Estadio Universitario          | 42.001 | Ricardo Ferretti    |
| Toluca           | Toluca                   | Stadio Nemesio Díez            | 30.000 | Hernán Cristante    |
| Veracruz         | Veracruz                 | Estadio Luis "Pirata" Fuente   | 30.000 | Guillermo Vázquez   |

## Apertura 2016

### Classifica
| Pos. | Squadra          | Pt | G  | V  | N | P  | GF | GS | DR  |
| ---- | ---------------- | -- | -- | -- | - | -- | -- | -- | --- |
| 1.   | Club Tijuana     | 33 | 17 | 10 | 3 | 4  | 25 | 13 | +12 |
| 2.   | Pachuca          | 31 | 17 | 9  | 4 | 4  | 36 | 21 | +15 |
| 3.   | Tigres UANL      | 30 | 17 | 8  | 6 | 3  | 22 | 13 | +9  |
| 4.   | Guadalajara      | 28 | 17 | 8  | 4 | 5  | 21 | 17 | +4  |
| 5.   | América          | 28 | 17 | 7  | 7 | 3  | 29 | 26 | +3  |
| 6.   | Pumas UNAM       | 27 | 17 | 8  | 3 | 6  | 28 | 22 | +6  |
| 7.   | Necaxa           | 26 | 17 | 8  | 2 | 7  | 27 | 23 | +4  |
| 8.   | León             | 26 | 17 | 7  | 5 | 5  | 25 | 25 | 0   |
| 9.   | Monterrey        | 24 | 17 | 6  | 7 | 4  | 30 | 21 | +9  |
| 10.  | Toluca           | 23 | 17 | 7  | 2 | 8  | 25 | 31 | -6  |
| 11.  | Querétaro        | 21 | 17 | 6  | 3 | 8  | 17 | 23 | -6  |
| 12.  | Puebla           | 19 | 17 | 5  | 4 | 8  | 23 | 25 | -2  |
| 13.  | Monarcas Morelia | 18 | 17 | 4  | 6 | 7  | 21 | 23 | -2  |
| 14.  | Cruz Azul        | 18 | 17 | 3  | 9 | 5  | 20 | 23 | -3  |
| 15.  | Atlas            | 16 | 17 | 3  | 7 | 7  | 14 | 20 | -6  |
| 16.  | Santos Laguna    | 16 | 17 | 3  | 7 | 7  | 19 | 27 | -8  |
| 17.  | Veracruz         | 14 | 17 | 4  | 2 | 11 | 14 | 28 | -14 |
| 18.  | Chiapas          | 9  | 17 | 2  | 3 | 12 | 9  | 30 | -9  |

Note:
Tre punti a vittoria, uno a pareggio, zero a sconfitta.
In rosso la squadra attualmente in zona retrocessione.